# Premio al mejor Baloncestista Masculino del Año de la Missouri Valley Conference
El Premio Larry Bird al mejor Baloncestista Masculino del Año de la Missouri Valley Conference (en inglés, Larry Bird Missouri Valley Conference Men's Basketball Player of the Year) es un galardón que otorga la Missouri Valley Conference al jugador de baloncesto masculino más destacado del año. El premio fue entregado por primera vez en la temporada 1968–69. Fue renombrado en honor a Larry Bird, jugador de Indiana State desde 1977 hasta 1979 y subcampeón de la NCAA en 1979. Bird ganó cada premio importante al mejor jugador nacional (incluidos los premios Naismith y Wooden) en 1979.
Drake es la universidad con más vencedores, con ocho. A lo largo de la historia del premio no ha habido ningún año con doble ganador, pero diez jugadores cuentan con dos galardones en su haber.

## Ganadores

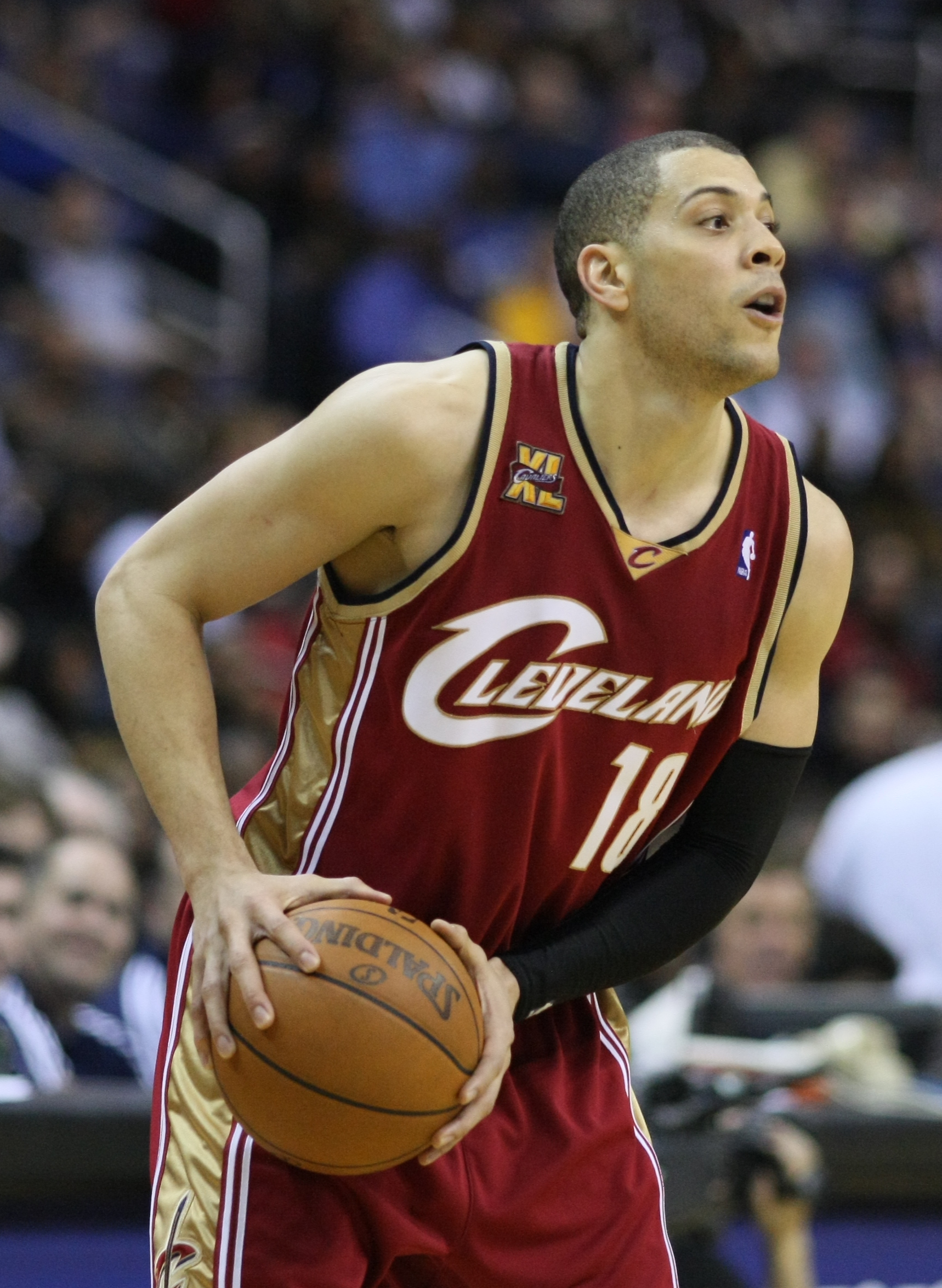
Anthony Parker ganó el premio en 1996 con Bradley.

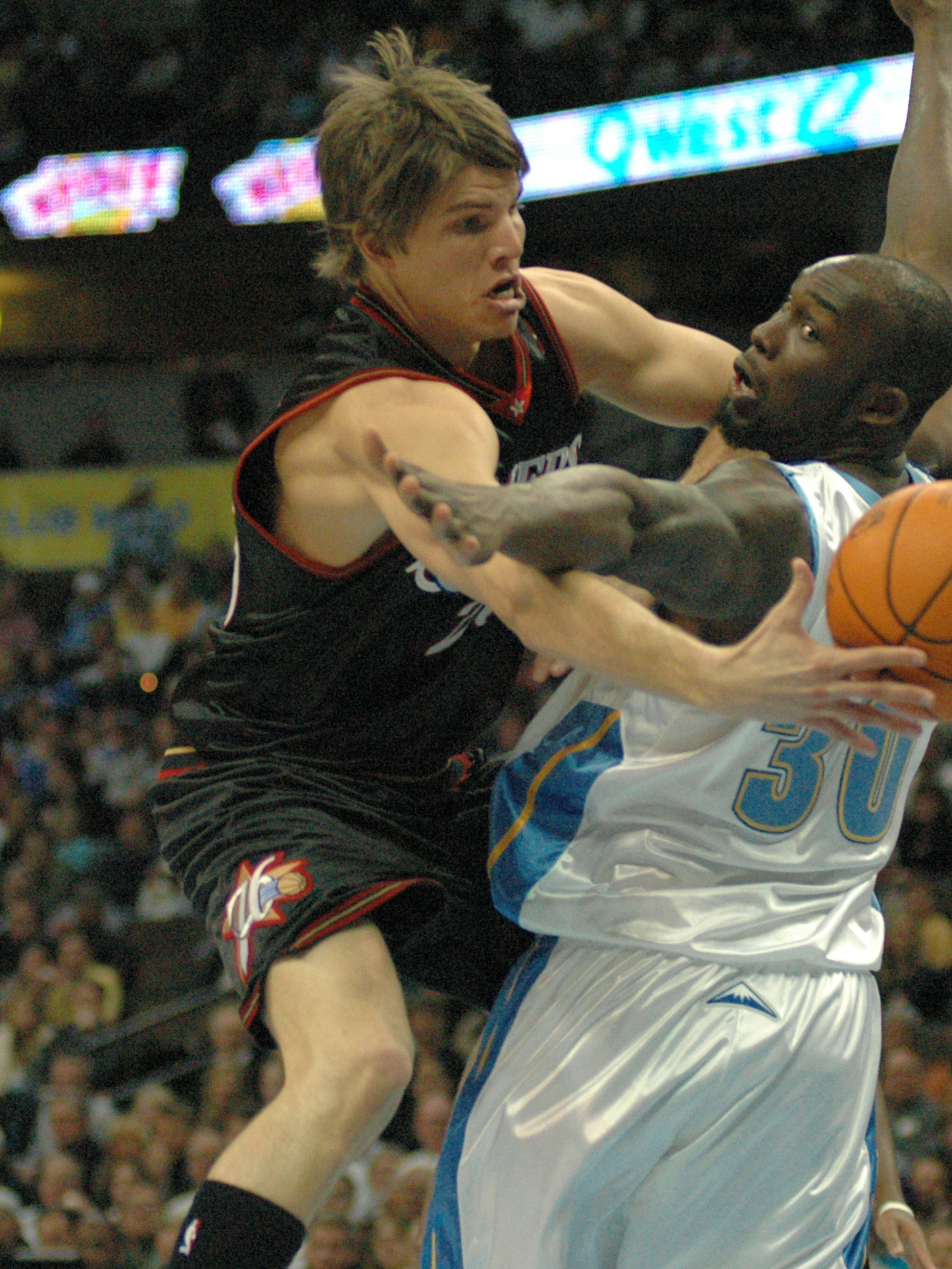
Kyle Korver (izq.) ganó los premios de 2002 y 2003.

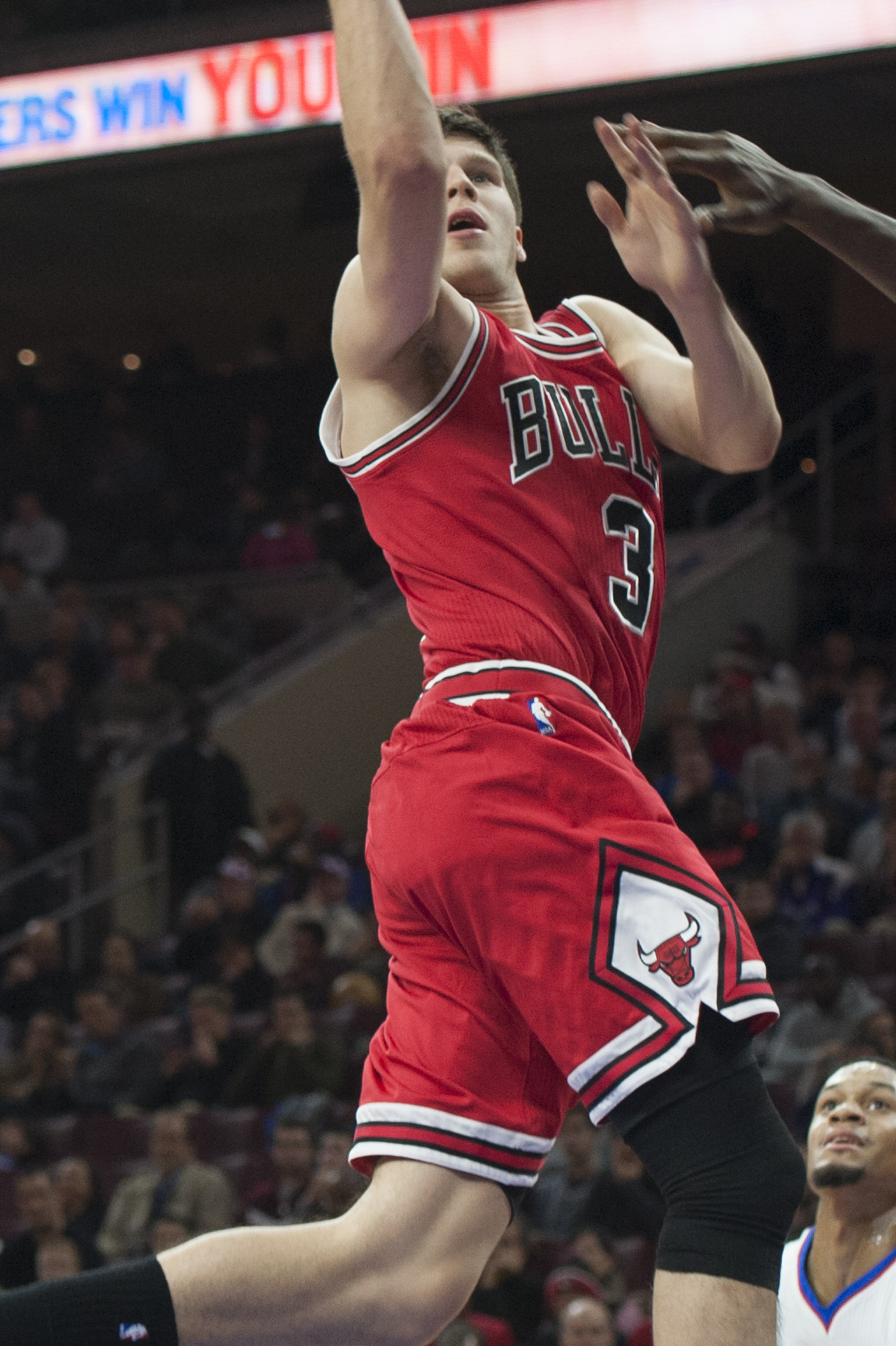
Doug McDermott ganó en 2012 y 2013.

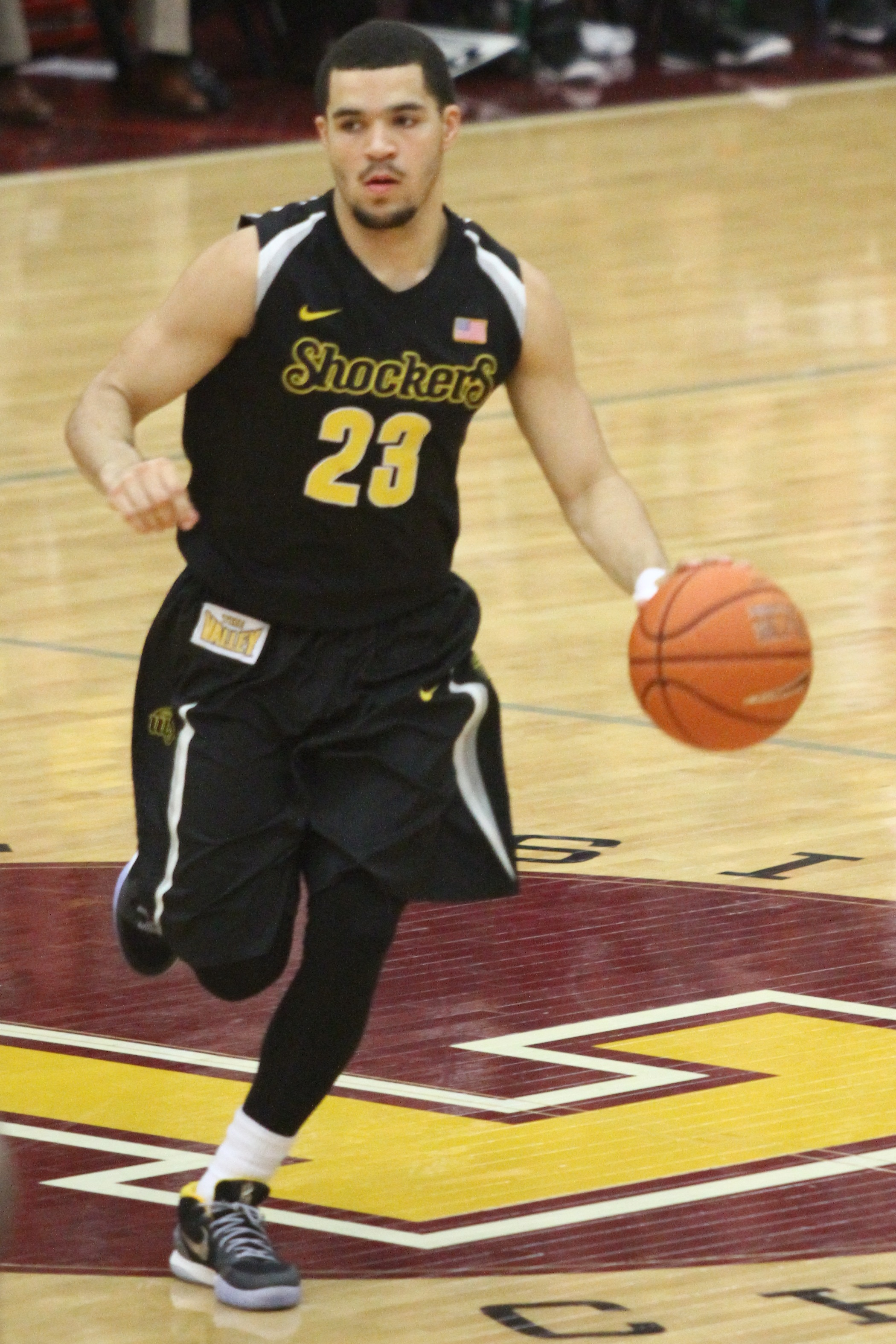
Fred VanVleet lo consiguió en 2014 y 2016.

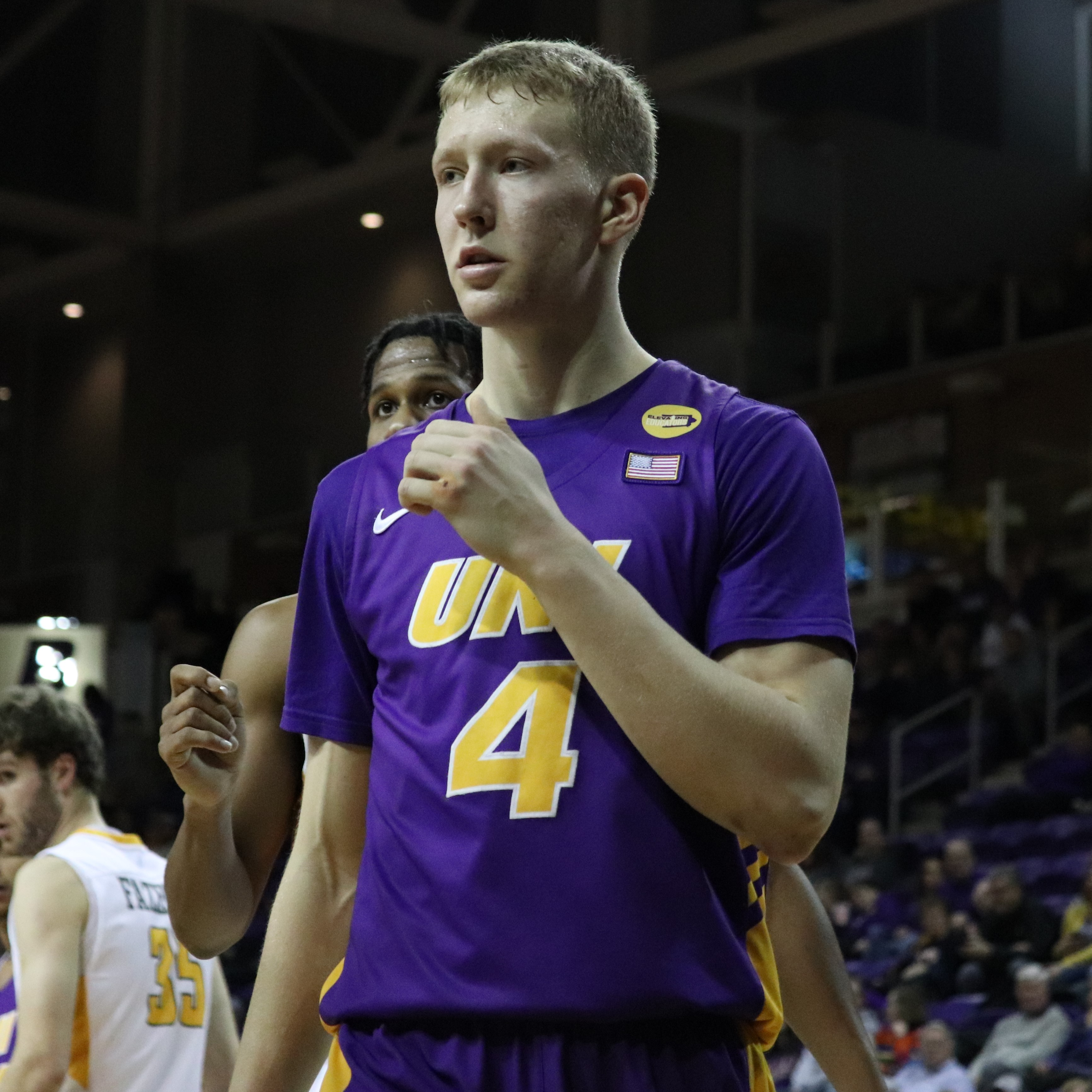
A. J. Green ganador en 2020 y 2022.

| †           | Co-Jugadores del Año                                                                                                |
| *           | Ganador del premio al mejor universitario del año: el Naismith College Player of the Year o el John R. Wooden Award |
| Jugador (X) | Denota el número de veces que ha conseguido el galardón                                                             |

| Temporada | Jugador              | Universidad       | Posición        | Curso     | Ref.  |
| 1968–69   | Bingo Smith          | Tulsa             | Escolta         | Senior    |       |
| 1969–70   | Jim Ard              | Cincinnati        | Pívot           | Senior    |       |
| 1970–71   | Jeff Halliburton     | Drake             | Alero           | Senior    |       |
| 1971–72   | Larry Finch          | Memphis State     | Base/Escolta    | Junior    |       |
| 1972–73   | Larry Kenon          | Memphis State     | Ala-Pívot       | Junior    |       |
| 1973–74   | Junior Bridgeman     | Louisville        | Alero           | Junior    |       |
| 1974–75   | Junior Bridgeman (2) | Louisville        | Alero           | Senior    |       |
| 1975–76   | Mike Glenn           | Southern Illinois | Base            | Junior    |       |
| 1976–77   | Roger Phegley        | Bradley           | Escolta         | Junior    |       |
| 1977–78   | Larry Bird           | Indiana State     | Alero           | Junior    |       |
| 1978–79   | Larry Bird* (2)      | Indiana State     | Alero           | Senior    |       |
| 1979–80   | Lewis Lloyd          | Drake             | Alero / Escolta | Junior    |       |
| 1980–81   | Lewis Lloyd (2)      | Drake             | Alero / Escolta | Senior    |       |
| 1981–82   | Paul Pressey         | Tulsa             | Base / Alero    | Senior    |       |
| 1982–83   | Antoine Carr         | Wichita State     | Pívot           | Senior    |       |
| 1983–84   | Xavier McDaniel      | Wichita State     | Ala-Pívot       | Junior    |       |
| 1984–85   | Xavier McDaniel (2)  | Wichita State     | Ala-Pívot       | Senior    |       |
| 1985–86   | Jim Les              | Bradley           | Base            | Senior    |       |
| 1986–87   | Hersey Hawkins       | Bradley           | Escolta         | Junior    |       |
| 1987–88   | Hersey Hawkins (2)   | Bradley           | Escolta         | Senior    |       |
| 1988–89   | Anthony Manuel       | Bradley           | Base            | Senior    |       |
| 1989–90   | Bob Harstad          | Creighton         | Ala-Pívot       | Junior    |       |
| 1990–91   | Chad Gallagher       | Creighton         | Pívot           | Senior    |       |
| 1991–92   | Ashraf Amaya         | Southern Illinois | Base            | Senior    |       |
| 1992–93   | Curt Smith           | Drake             | Base            | Senior    |       |
| 1993–94   | Gary Collier         | Tulsa             | Alero           | Senior    |       |
| 1994–95   | Chris Carr           | Southern Illinois | Escolta         | Junior    |       |
| 1995–96   | Anthony Parker       | Bradley           | Escolta / Alero | Junior    |       |
| 1996–97   | Jason Daisy          | Northern Iowa     | Base            | Senior    |       |
| 1997–98   | Rico Hill            | Illinois State    | Alero           | Senior    |       |
| 1998–99   | Marcus Wilson        | Evansville        | Escolta / Base  | Senior    |       |
| 1999–00   | Nate Green           | Indiana State     | Alero           | Senior    |       |
| 2000–01   | Tarise Bryson        | Illinois State    | Base            | Junior    |       |
| 2001–02   | Kyle Korver          | Creighton         | Alero / Escolta | Junior    |       |
| 2002–03   | Kyle Korver (2)      | Creighton         | Alero / Escolta | Senior    |       |
| 2003–04   | Darren Brooks        | Southern Illinois | Base/Escolta    | Junior    |       |
| 2004–05   | Darren Brooks (2)    | Southern Illinois | Base/Escolta    | Senior    |       |
| 2005–06   | Paul Miller          | Wichita State     | Pívot           | Senior    |       |
| 2006–07   | Jamaal Tatum         | Southern Illinois | Escolta         | Senior    |       |
| 2007–08   | Adam Emmenecker      | Drake             | Base            | Senior    |       |
| 2008–09   | Booker Woodfox       | Creighton         | Escolta         | Senior    |       |
| 2009–10   | Adam Koch            | Northern Iowa     | Ala-Pívot       | Senior    |       |
| 2010–11   | Kyle Weems           | Missouri State    | Alero           | Junior    |       |
| 2011–12   | Doug McDermott       | Creighton         | Alero           | Sophomore |       |
| 2012–13   | Doug McDermott (2)   | Creighton         | Alero           | Junior    |       |
| 2013–14   | Fred VanVleet        | Wichita State     | Base            | Sophomore |       |
| 2014–15   | Seth Tuttle          | Northern Iowa     | Ala-Pívot       | Senior    |       |
| 2015–16   | Fred VanVleet (2)    | Wichita State     | Base            | Senior    |       |
| 2016–17   | Paris Lee            | Illinois State    | Base            | Senior    | [ 1 ] |
| 2017–18   | Clayton Custer       | Loyola            | Base            | Junior    | [ 2 ] |
| 2018–19   | Marques Townes       | Loyola            | Escolta         | Senior    | [ 3 ] |
| 2019–20   | AJ Green             | Northern Iowa     | Base            | Sophomore | [ 4 ] |
| 2020–21   | Cameron Krutwig      | Loyola            | Pívot           | Senior    | [ 5 ] |
| 2021–22   | AJ Green (2)         | Northern Iowa     | Base            | Junior    | [ 6 ] |
| 2022–23   | Tucker DeVries       | Drake             | Escolta         | Sophomore | [ 7 ] |
| 2023–24   | Tucker DeVries (2)   | Drake             | Escolta         | Junior    | [ 8 ] |
| 2024–25   | Bennett Stirtz       | Drake             | Base            | Junior    | [ 9 ] |

## Ganadores por universidad
| Universidad (en MVC desde) | Premios | Años                                           |
| -------------------------- | ------- | ---------------------------------------------- |
| Drake (1907)               | 8       | 1971, 1980, 1981, 1993, 2008, 2023, 2024, 2025 |
| Creighton (1977)           | 7       | 1990, 1991, 2002, 2003, 2009, 2012, 2013       |
| Bradley (1948)             | 6       | 1977, 1986, 1987, 1988, 1989, 1996             |
| Southern Illinois (1975)   | 6       | 1976, 1992, 1995, 2004, 2005, 2007             |
| Wichita State (1945)       | 6       | 1983, 1984, 1985, 2006, 2014, 2016             |
| Northern Iowa (1991)       | 5       | 1997, 2010, 2015, 2020, 2022                   |
| Indiana State (1977)       | 3       | 1978, 1979, 2000                               |
| Tulsa (1935)               | 3       | 1969, 1982, 1994                               |
| Illinois State (1981)      | 3       | 1998, 2001, 2017                               |
| Loyola Chicago (2013)      | 3       | 2018, 2019, 2021                               |
| Louisville (1963)          | 2       | 1974, 1975                                     |
| Memphis State (1968)       | 2       | 1972, 1973                                     |
| Cincinnati (1957)          | 1       | 1970                                           |
| Evansville (1994)          | 1       | 1999                                           |
| Missouri State (1990)      | 1       | 2011                                           |
| Belmont (2022)             | 0       | —                                              |
| Murray State (2022)        | 0       | —                                              |
| UIC (2022)                 | 0       | —                                              |
| Valparaiso (2017)          | 0       | —                                              |